# Bruno Lüdke
Bruno Lüdke (Köpenick, Berlín, Imperio Alemán; 3 de abril de 1908 - Viena, Ostmark, Alemania Nazi; 8 de abril de 1944) fue acusado der ser un asesino en serie que habría asesinado a más de 80 personas.
Durante muchos años fue considerado como el asesino en serie más mortífero de la Europa continental. Nuevamente, los criminólogos han puesto en duda la magnitud de su actividad, alegando que muchos de sus confesiones fueron forzadas por la policía para solucionar casos.
En 2021 Lüdke fue rehabilitado por el presidente alemán como víctima inocente de la justicia nazi.

## Biografía

### Infancia y pre - asesinatos
Bruno nació el 3 de abril de 1908 en Köpenick un pueblo cerca de Berlín siendo el cuarto hijo de Otto y Emma Lüdke. De pequeño recibió un traumatismo craneal que limitó sus facultades mentales.
Ingresó a la escuela pública de Köpenick en 1914, pero para 1919 los profesores de Lüdke se percataron de las dificultades de aprendizaje que Lüdke presentaba, razón por la que fue enviado a una escuela para jóvenes con problemas de aprendizaje. Sin embargo en 1922 el adolescente se retiró de clases para trabajar en la lavandería de su familia. 
Tras el fallecimiento de su padre a causa de un cáncer de laringe, en 1937, Bruno se vio obligado a encargarse del trabajo pesado del negocio familiar. Es a partir de 1938 que el joven Lüdke comienza a tener problemas con la policía local, varias personas se quejaron del maltrato de este hacia el caballo que tiraba la carreta de la lavandería. Al parecer Lüdke azotaba al animal con mucha fuerza. Finalmente, luego de varios estudios médicos realizados por la policía, se demostró que podía manejar su carreta sin problemas a pesar de no saber ubicarse en el espacio tiempo.

### Primeras acusaciones y posterior investigaciones
El 29 de enero de 1943, unos niños encontraron el cadáver de Frieda Rössener, una viuda de 59 años que había sido estrangulada, violada y posteriormente robada. Pronto la policía local de Köpenick envió un reporte a Berlín y se formó un grupo de tres detectives para encargarse del homicidio. El trío estaba comprendido por el criminólogo Heinz Franz y los investigadores Jachode y Mahnke quienes el mismo día llegaron a la escena del crimen y tras hacer preguntas a los locales descubrieron que un hombre con retraso mental y ropas de obrero merodeaba por el lugar con frecuencia. Los oficiales de Berlín pronto comprendieron que se trataba de Bruno Lüdke, el gigante del pueblo a quien la gente apodaba tonto o bruto. El detective Franz arrestó a Bruno cuando se dio cuenta de que tenía manchas de sangre en su ropa, al preguntarle sobre esto, el gigante dijo que era de una gallina. El investigador recordó que en la escena del crimen había plumas de dicho animal y pronto arrestó a Bruno el 18 de marzo de 1943.
Después de ser detenido solo Franz interrogó a Lüdke, al poco tiempo se dio cuenta de que las respuestas de Lüdke servirían para que el criminólogo pueda continuar con la investigación a su manera. En el interrogatorio declaró:

Ludke: «Yo había agarrado el pollo, lo reconozco. La vieja estaba sentada en el tronco de un árbol y yo me acerqué.»

Franz: «¿Y tú que le dijiste?»

Ludke: «Pues, eso, que si quería… pero ella dijo que no.»

Franz: «¿Y tú qué hiciste?»

Ludke: «La agarré por el cuello.»
Axis History Factbook

En la medida que la investigación progresaba, Franz descubrió que si se acercaba a Lüdke de una manera amable, el gigante le daría toda la información que sus preguntas revelen. Pronto las investigaciones de Franz descubrieron que Lüdke era el responsable de estrangular y violar a 51 mujeres en un periodo que se extendía entre 1928 y 1943. Durante el largo periodo que le interrogaron aparecieron los nombres de algunas víctimas como Käthe Mundt, Bertha Schulz y la familia Umann. Esta nueva información sorprendió a Franz debido a que ninguno de los lugareños señalaba a Bruno como el asesino y no había reportes de algunas de las muertes. De inmediato el criminólogo investigó los casos de estas víctimas.
La verdad de estos crímenes cambió cuando se leyeron los registros policiales de Berlín en los que se descubrió que Heinz Franz ya sabía de los asesinatos de Mundt, Schulz y los Umann. El acusado posiblemente solamente "confesaba" lo que el detective quería escuchar y cuando se mencionaba otra víctima Lüdke "recordaba" haberla asesinado también, como sucedió en el interrogatorio de la familia Umann, donde Bruno no dijo nada sobre la señora Gutermann quien había sido asesinada dos días antes que Lüdke matase a todos los Umann. Meses más tarde cuando Franz le preguntaba al asesino sobre la señora Gutermann, el gigante "recordó" haberla matado, sin embargo no podía dar información correcta de donde lo había hecho.
En ocasiones Lüdke afirmaba haber matado en Múnich, Hamburgo y hasta en Berlín, pero cuando era llevado a los estados donde había asesinado, era obvio que el hombre no sabía dónde estaba.

### La sentencia
Cuando el informe de los asesinatos cometidos por Lüdke llegó al escritorio de Heinrich Himmler, Comandante en Jefe de las SS, ordenó investigar profundamente el caso porque era imposible que una persona pueda cometer tales atrocidades durante el mandato del Tercer Reich. Además de esto la población alemana despertaría ante un régimen que se preparó para la guerra y no para gobernar.
No le tomó mucho a Himmler darse cuenta de que Lüdke estaba respondiendo por crímenes que era posible que no hubiera cometido. Finalmente para apaciguar a la prensa y a las otras agencias policíacas llevaron a Bruno a los lugares de los crímenes. 	
En una de las reconstrucciones de los hechos y, mientras era trasladado en automóvil por el crimen que había cometido, se adentraron en el bosque de Köpenich cuando, de pronto, el acusado dijo: "los señores se han pasado de sitio". El conductor dio marcha atrás, los oficiales le quitaron las esposas a Bruno y le pidieron que indicara el lugar donde habían ocurrido los hechos. Sin dudarlo un instante, caminó entre los árboles y señaló un lugar. Después, dijo: "Aquí la encontré, aquí la golpeé, aquí la estrangulé, aquí la violé".
Bruno no pudo ser enjuiciado por estrangular y violar a sus víctimas, por la cláusula 51 que decía que una persona con deficiencias mentales no era responsable de sus actos. Sin embargo fue usado como conejillo de indias en varias instituciones mentales y hospitales. Como castigo fue castrado y ejecutado por inyección letal en una prisión policial de Viena el 8 de abril de 1944. El 26 de abril de 1944, colocado el Registro Civil en Viena, se realiza un certificado de defunción para Lüdke, siendo la causa de muerte la siguiente: "degeneración del músculo cardíaco, agrandamiento del ventrículo derecho, la parálisis del corazón ".

### Post - muerte
En 1957, se estrenó la película Nachts, wenn der Teufel kam (El diablo vino por noche). La historia sostiene la imagen de Lüdke como uno de los peores asesinos en serie de Alemania. Los intentos de reabrir el caso por los miembros de la Kriminalrat (División de asuntos internos de Alemania) no produjo ningún resultado. La verdadera naturaleza de los 51 asesinatos queda sin resolver hasta hoy. 
Sin embargo en 1995 el comisario neerlandés, Jan Blaauw, se interesó en el caso e investigó los informes originales de la policía. Los encontró  incoherentes y poco claros. Asimismo, expresó su incredulidad de que un casi analfabeto, que una vez que quedó atrapado por robar una gallina, podría evadir a las autoridades durante casi 20 años. Especialmente si se toma el contexto histórico de la Alemania de esa época, donde gobernaba el Tercer Reich y era imposible que alguien cometiese tales crímenes y más aún si se piensa la distancia entre las ciudades de los crímenes.

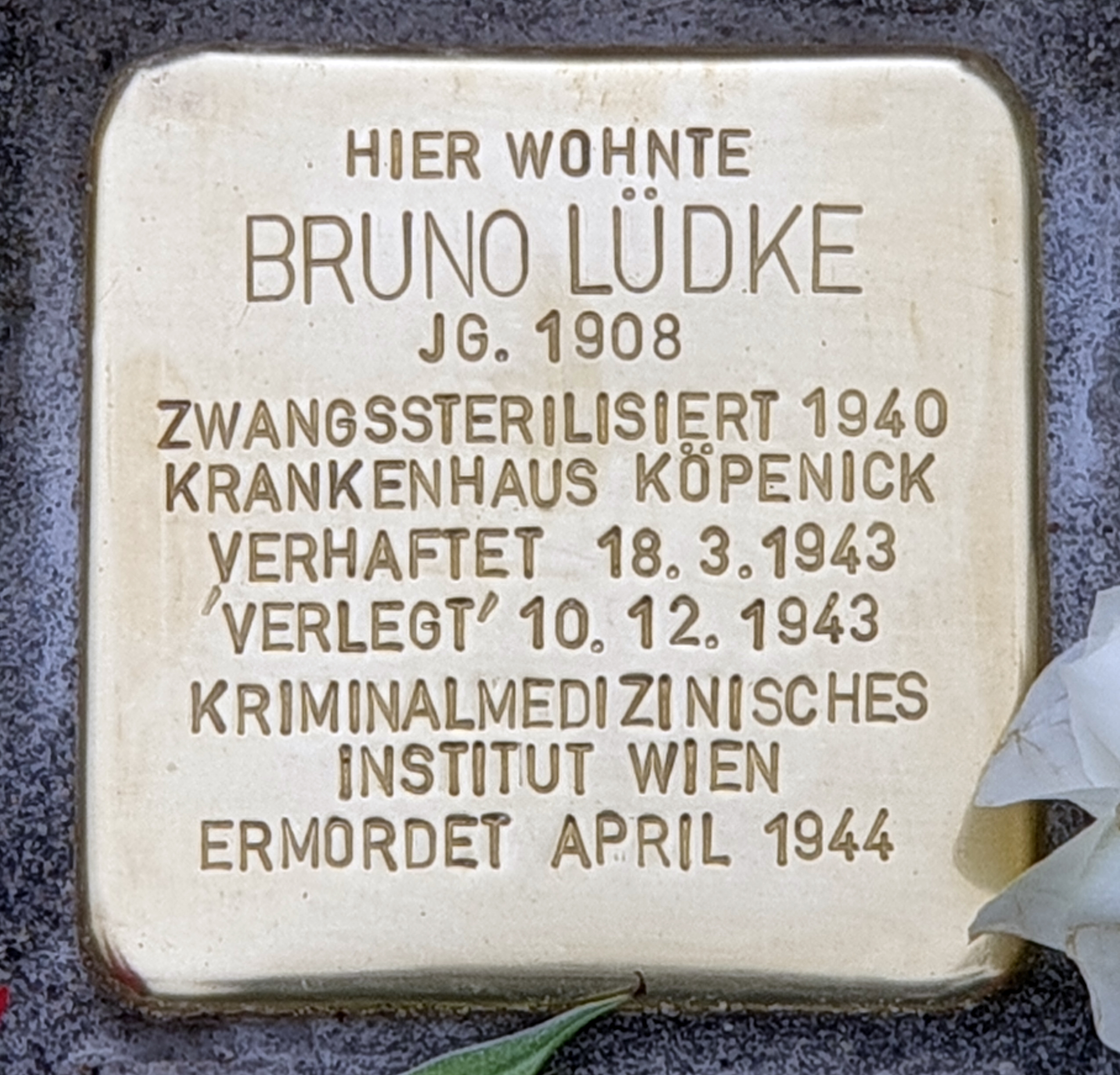
Stolperstein en la casa Grüne Trift 32A, Berlín-Köpenick

El 28 de agosto de 2021, el presidente alemán Frank-Walter Steinmeier y el actor Mario Adorf, quien figuró como Lüdke en la película de 1957, le rehabilitaron y conmemoraron como víctima inocente con un Stolperstein en la casa donde nació.